# Ali Mazrui
Ali Al’amin Mazrui, né le 24 février 1933 à Mombasa (Kenya) et mort le 13 octobre 2014 à Vestal aux États-Unis, est un universitaire et essayiste anglophone traitant principalement des questions africaines, des études islamiques et des relations nord-sud.

## Biographie
Il enseignait à l'Institute of Global Cultural Studies de l'université d'État de New York à Binghamton. Docteur de l'université d'Oxford en 1966, il a enseigné à l'université Makerere de Kampala jusqu'en 1973, date à laquelle Idi Amin Dada l'a contraint à l'exil. Il a ensuite enseigné successivement à l'université du Michigan et à l'université de Binghamton. En 2005, il a figuré dans le Top 100 Public Intellectuals Poll établi par les revues Prospect et Foreign Policy, à la 73e place.

## Publications
- 1967 : Towards a Pax Africana: A Study of Ideology and Ambition (London: Weidenfeld and Nicholson, and University of Chicago Press).
- 1967 : On Heroes and Uhuru-Worship: Essays on Independent Africa (London: Longman).
- 1967 : The Anglo-African Commonwealth: Political Friction and Cultural Fusion (Oxford: Pergamon Press).
- 1969 : Violence and Thought: Essays on Social Tensions in Africa (London and Harlow: Longman).
- 1970 : Protest and Power in Black Africa [avec Robert I. Rotberg] (New York: Oxford University Press).
- 1971 : The Trial of Christopher Okigbo [roman] (London: Heinemann Educational Books and New York: The Third Press).
- 1971 : Cultural Engineering and Nation-Building in East Africa (Evanston, Illinois: Northwestern University Press).
- 1973 : World Culture and the Black Experience (Seattle: The University of Washington Press).
- 1973 : Africa in World Affairs: The Next Thirty Years [avec Hasu Patel] (New York and London: The Third Press).
- 1975 : Soldiers and Kinsmen in Uganda: The making of a Military Ethnocracy (Beverly Hills: Sage Publication and London).
- 1975 : The Political Sociology of the English Language: An African Perspective (The Hague: Mouton Co.).
- 1976: A World Federation of Cultures: An African Perspective (New York: Free Press).
- 1977 : State of the Globe Report, 1977 (Edited and co-authored for World Order Models Project)
- 1977 : Africa's International Relations: The Diplomacy of Dependency and Change (London: Heinemann Educational Books and Boulder: Westview Press).
- 1978 : The Warrior Tradition in Modern Africa [directeur] (The Hague and Leiden, The Netherlands: E.J. Brill Publishers).
- 1978 : Political Values and the Educated Class in Africa (London: Heinemann Educational Books and Berkeley, CA: University of California Press).
- 1980 : The African Condition: A Political Diagnosis [The Reith Lectures] (London, Heinemann Educational Books and New York, Cambridge University Press).
- 1984 : Nationalism and New States in Africa: From about 1935 to the Present [avec Michael Tidy] (Heinemann Educational Books, London).
- 1986 : The Africans: A Triple Heritage (New York: Little Brown and Co., and London: BBC).
- 1986 : The Africans: A Reader Senior Editor [avec T.K. Levine] (New York: Praeger).
- 1990 : Cultural Forces in World Politics (London and Portsmouth, N.H: James Currey and Heinemann).
- 1993 : Africa since 1935 : VOL. VIII of UNESCO General History of Africa [Editor,Asst. Ed. C. Wondji] (London: Heinemann and Berkeley: University of California Press, 1993).
- 1995 : Swahili, State and Society: The Political Economy of an African Language [avec Alamin M. Mazrui] (Nairobi: East African Educational Publishers).
- 1998 : The Power of Babel: Language and Governance in the African Experience [avec Alamin M. Mazrui] (Oxford and Chicago: James Currey and University of Chicago Press).
- 1999 : Political Culture of Language: Swahili, Society and the State [avec Alamin M. Mazrui] (Binghamton: The Institute of Global Cultural Studies)
- 1999 : The African Diaspora: African Origins and New World Identities [Co-editors Isidore Okpewho and Carole Boyce Davies] (Bloomington: Indiana University Press).
- 2002 : Black Reparations in the era of Globalization [avec Alamin Mazrui (Binghamton: The Institute of Global Cultural Studies)]
- 2002 : The Titan of Tanzania: Julius K. Nyerre's Legacy (Binghamton: The Institute of Global Cultural Studies)
- 2002 : Africa and other Civilizations: Conquest and Counter-Conquest, The Collected Essays of Ali A. Mazrui,  Vol. 2 [Series Editor: Toyin Falola; Editors: Ricardo Rene Laremont & Fouad Kalouche] (Trenton, NJ and Asmara, Eritrea: Africa World  Press)
- 2002 : Africanity Redefined, The Collected Essays of Ali A. Mazrui, Vol. 1 [Series Editor: Toyin Falola; Editors: Ricardo Rene Laremont & Tracia Leacock Seghatolislami] (Trenton, NJ and Asmara,Eritrea: Africa World Press)
- 2003 : Almin M. Mazrui and Willy M. Mutunga eds. Governance and Leadership:Debating the African Condition Trenton, New Jersey: African World Press.
- 2004 : The African Predicament and the American Experience: a Tale of two Edens (Westport, CT and London: Praeger)
- 2004 : Almin M. Mazrui and Willy M. Mutunga eds. Race, Gender, and Culture Conflict: Mazrui and His Critics Trenton, New Jersey: African World Press.
- 2006 : A Tale of two Africas: Nigeria and South Afric as contrasting Visions [Editor: James N. Karioki], (London: Adonis & Abbey)
- 2006 : Islam: Between Globalization & Counter-Terrorism [Editors: Shalahudin Kafrawi, Alamin M. Mazrui and Ruzima  Sebuharara] (Trenton, NJ and Asmara, Eritrea: Africa World Press)
- 2008 : Islam in Africa's Experience [Editor: Ali Mazrui, Patrick Dikirr, Robert Ostergard Jr., Michael Toler and Paul Macharia], (New Delhi: Sterling Paper backs)
- 2008: Euro-Jews and Afro-Arabs: The Great Semitic Divergence in History [Editor: Seifudein Adem], (Washington DC: University of America Press)
- 2008 : The Politics of War and Culture of Violence [Editor: Seifudein Adem and Abdul Bemath], (New Jersey: Africa world Press)
- 2008 : Globalization and Civilization: Are they Forces in Conflict? [Editor: Ali Mazrui, Patrick Dikirr, Shalahudin Kafrawi],  (New York: Global Academic Publications)